# Kaizu
Kaizu (jap. 海津市 Kaizu-shi) ist eine Stadt in der japanischen Präfektur Gifu.

## Geographie
Kaizu liegt südlich von Gifu und nordwestlich von Nagoya im Mündungsgebiet der drei Flüsse Kiso, Nagara und Ibi. Die Stadt liegt bereits auf Meereshöhe, befindet sich daher innerhalb des Deichsystems dieser Ebene, „Wajū“ genannt.

## Geschichte
Die Stadt Kaizu wurde am 28. März 2005 aus der Vereinigung der Gemeinden Kaizu (海津町, -chō), Nannō (南濃町, -chō) und Hirata (平田町, -chō) des Landkreises Kaizu gegründet. Der Landkreis wurde daraufhin aufgelöst.

## Verkehr
Kaizu ist über die Nationalstraße 258 und liegt an der Yōrō-Linie der Bahngesellschaft Yōrō Tetsudō.

## Angrenzende Städte und Gemeinden
- Präfektur Gifu
  - Hashima
  - Yōrō
  - Wanouchi
- Präfektur Mie
  - Inabe
  - Kuwana
- Präfektur Aichi
  - Aisai
  - Inazawa

## Persönlichkeiten
- Yuka Andō (* 1994), Langstreckenläuferin

## Weblinks

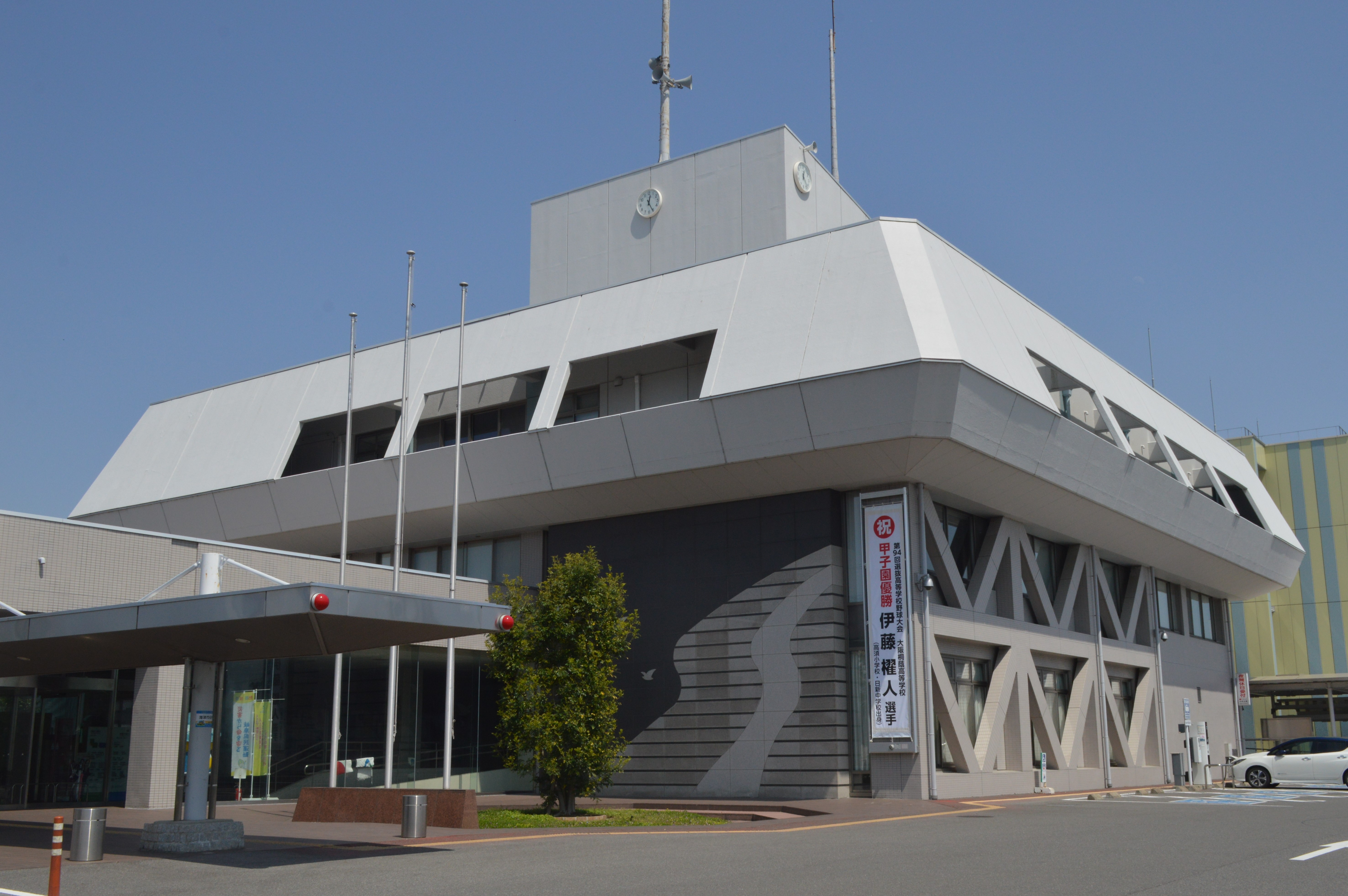
Rathaus von Kaizu

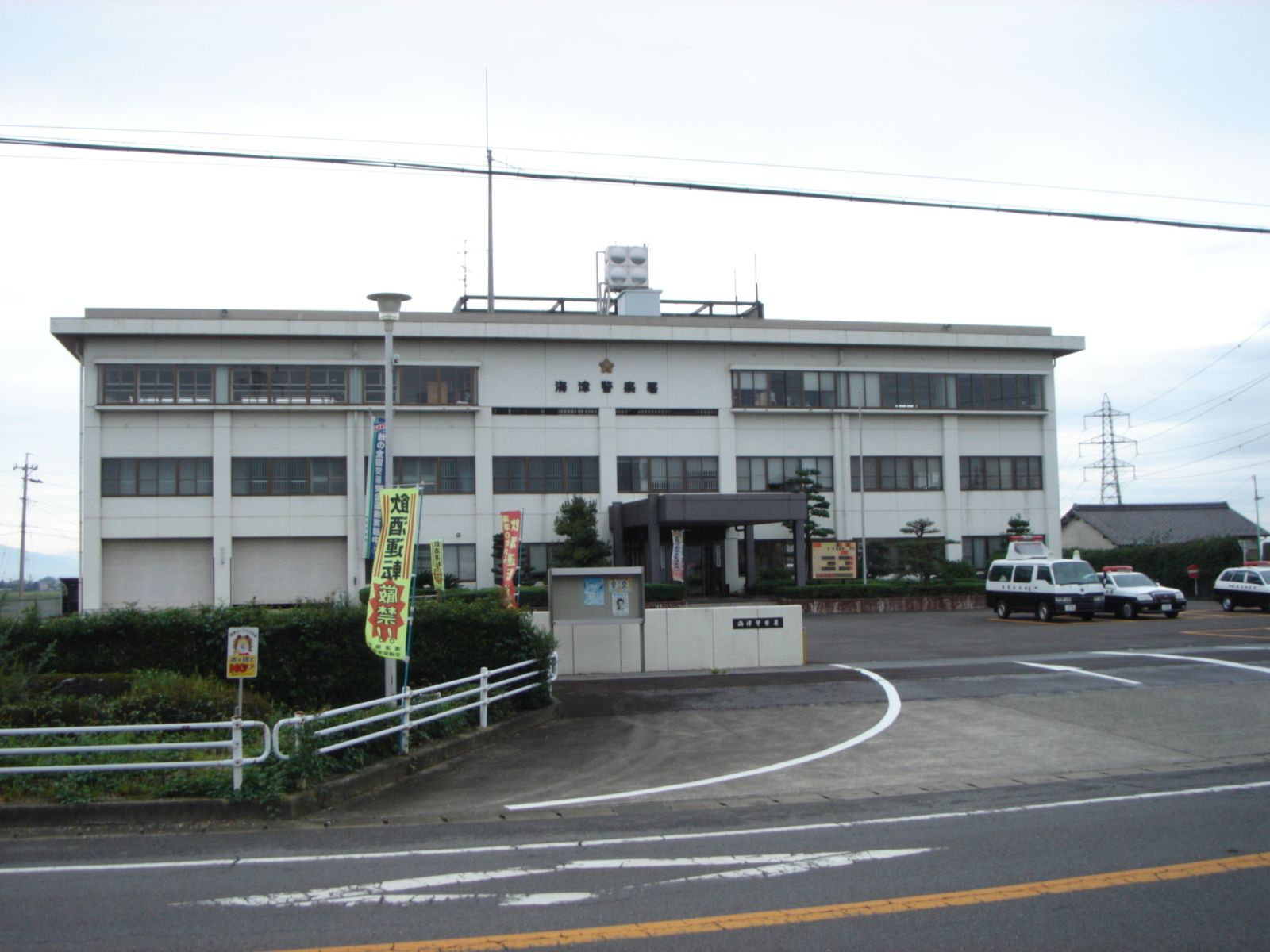
Kaizu-Polizeistation